# Club Social y Atlético Guillermo Brown
Il Club Social y Atlético Guillermo Brown, o semplicemente Guillermo Brown, è una società calcistica argentina con sede nella città di Puerto Madryn, nella provincia di Chubut (Patagonia). Milita nella Primera B Nacional, la seconda serie del calcio argentino.

## Storia
Il club venne fondato il 14 gennaio 1945, recando nella denominazione un omaggio all'ammiraglio Guillermo Brown, capo della Marina militare argentina durante la guerra d'indipendenza. Anche un'altra società argentina, il Club Almirante Brown, rende il medesimo omaggio.
Nel 2011 vince il Torneo Argentino A ottenendo così la promozione in Primera B Nacional, venendo poi immediatamente retrocesso.

## Rose delle stagioni precedenti
- 2011-2012

## Palmarès

### Competizioni nazionali
- Torneo Argentino A: 2

Clausura 2007, 2011
- Torneo Argentino B: 1

2003
- Torneo Federal A: 1

2014

### Altri piazzamenti
- Primera B Nacional:

Terzo posto: 2016-2017